# Final da Copa do Brasil de Futebol de 2019
A Final da Copa do Brasil de Futebol de 2019 foi a 31ª final dessa competição brasileira de futebol organizada pela Confederação Brasileira de Futebol (CBF). Foi decidida por Athletico Paranaense e Internacional em duas partidas. 
O Internacional decidiu a final em casa, conforme o sorteio da CBF, realizado em 5 de setembro de 2019. O torneio foi decidido sem a regra do gol fora de casa novamente, já que, desde 2015, a CBF adota que a regra não valha para a final deste certame.

## Finalistas
| Time                 | Participações em finais (em negrito os títulos conquistados) |
| -------------------- | ------------------------------------------------------------ |
| Internacional        | 2 (1992, 2009)                                               |
| Athletico Paranaense | 1 (2013)                                                     |

## Caminho até a final
| Internacional | Internacional | Internacional     | Fase             | Athletico Paranaense | Athletico Paranaense | Athletico Paranaense |
| Adversário    | Resultado     | Jogos             | Fase             | Adversário           | Resultado            | Jogos                |
| ------------- | ------------- | ----------------- | ---------------- | -------------------- | -------------------- | -------------------- |
| Não disputou  | Não disputou  | Não disputou      | Primeira fase    | Não disputou         | Não disputou         | Não disputou         |
| Não disputou  | Não disputou  | Não disputou      | Segunda fase     | Não disputou         | Não disputou         | Não disputou         |
| Não disputou  | Não disputou  | Não disputou      | Terceira fase    | Não disputou         | Não disputou         | Não disputou         |
| Não disputou  | Não disputou  | Não disputou      | Quarta fase      | Não disputou         | Não disputou         | Não disputou         |
| Paysandu      | 4–1           | 3–1 (C) / 1–0 (F) | Oitavas de final | Fortaleza            | 1–0                  | 0–0 (F) / 1–0 (C)    |
| Palmeiras     | 1–1 (5–4 pen) | 0–1 (F) / 1–0 (C) | Quartas de final | Flamengo             | 2–2 (3–1 pen)        | 1–1 (C) / 1–1 (F)    |
| Cruzeiro      | 4–0           | 1–0 (F) / 3–0 (C) | Semifinais       | Grêmio               | 2–2 (5–4 pen)        | 0–2 (F) / 2–0 (C)    |

Legenda: (C) casa; (F) fora
- Nota: O Internacional entrou na competição diretamente nas oitavas de final por ter se classificado para a Copa Libertadores de 2019.
- Nota2: O Athletico Paranaense entrou na competição diretamente nas oitavas de final por ter sido campeão da Copa Sul-Americana de 2018.

## Regulamento
Nas finais, as equipes jogam um torneio de eliminação única com as seguintes regras:
- As finais são jogadas no sistema de dois jogos, ida e volta. Os mandos de campo do primeiro e segundo jogo serão determinados por um sorteio realizado na sede da Confederação Brasileira de Futebol, no Rio de Janeiro.
- Se ao fim dos dois jogos o resultado agregado permanecer empatado, seria realizada a disputa de pênaltis para determinar o vencedor da competição (Artigo 12.C do Regulamento).[3]

## Transmissão
Desde a 1999, a Rede Globo e o SporTV detêm todos os direitos de mídia (exceto radiofônicos) em território nacional da Copa do Brasil. Ainda assim, a Globo faz questão de revender os direitos para as demais emissoras brasileiras. Na TV Aberta, somente a Globo irá transmitir.
Os direitos de propaganda nos estádios e de comercialização para o exterior pertencem à empresa Traffic.

## Jogos

### Primeira partida
| 11 de setembro | Athletico Paranaense | 1 – 0          | Internacional | Arena da Baixada, Curitiba                                       |
| 21:30          | Bruno Guimarães 57'  | Súmula Borderô |               | Público: 38 490 Renda: R$ 2.685.790,00 Árbitro: SP Raphael Claus |

| Athletico-PR | Internacional |

| G           | 1  | Santos           |       |     |
| LD          | 13 | Khellven         | 65'   |     |
| Z           | 12 | Robson Bambu     |       |     |
| Z           | 4  | Léo Pereira      |       |     |
| LE          | 6  | Márcio Azevedo   |       |     |
| V           | 5  | Wellington       | 90+4' |     |
| V           | 39 | Bruno Guimarães  |       |     |
| V           | 18 | Léo Cittadini    |       | 56' |
| M           | 11 | Nikão            | 41'   |     |
| A           | 7  | Rony             |       | 79' |
| A           | 9  | Marco Ruben      |       | 66' |
| Reservas:   |    |                  |       |     |
| G           | 22 | Léo Vieira       |       |     |
| M           | 3  | Lucho González   |       | 79' |
| M           | 8  | Tomás Andrade    |       |     |
| A           | 10 | Marcelo Cirino   |       | 66' |
| A           | 17 | Braian Romero    |       |     |
| M           | 20 | Matheus Rossetto |       |     |
| Z           | 23 | Madson           |       |     |
| M           | 26 | Erick            |       |     |
| A           | 28 | Vitinho          |       |     |
| Z           | 30 | Abner Felipe     |       |     |
| Z           | 33 | Lucas Halter     |       |     |
| M           | 38 | Thonny Anderson  |       | 56' |
| Treinador:  |    |                  |       |     |
| Tiago Nunes |    |                  |       |     |

| G              | 12 | Marcelo Lomba     |  |     |
| LD             | 2  | Bruno Vieira      |  |     |
| Z              | 4  | Rodrigo Moledo    |  |     |
| Z              | 15 | Víctor Cuesta     |  |     |
| LE             | 6  | Uendel            |  |     |
| V              | 19 | Rodrigo Lindoso   |  |     |
| V              | 8  | Edenílson         |  | 73' |
| V              | 88 | Patrick           |  |     |
| M              | 10 | D'Alessandro      |  | 82' |
| M              | 7  | Nico López        |  | 63' |
| A              | 9  | Paolo Guerrero    |  |     |
| Reservas:      |    |                   |  |     |
| G              | 1  | Danilo            |  |     |
| A              | 11 | Wellington Silva  |  | 63' |
| M              | 16 | Rithely           |  |     |
| A              | 17 | Neilton           |  |     |
| A              | 23 | Rafael Sóbis      |  | 82' |
| M              | 29 | Martín Sarrafiore |  |     |
| Z              | 31 | Heitor            |  |     |
| M              | 33 | Nonato            |  | 73' |
| Z              | 37 | Zeca              |  |     |
| Z              | 44 | William Klaus     |  |     |
| A              | 77 | Guilherme Parede  |  |     |
| A              | 99 | William           |  |     |
| Treinador:     |    |                   |  |     |
| Odair Hellmann |    |                   |  |     |